# Morelia (biljni rod)
Morelia, monotipski biljni rod iz porodice broćevki raširen po tropskoj Africi. Jedina vrta je M. senegalensis, grm ili drvo koje raste od Južnog Sudana do zapadne tropske Afrike

## Sinonimi
- Lamprothamnus fosteri Hutch.; Bull. Misc. Inform. Kew 1907: 49 (1907)